# Schernberg (thüringisches Adelsgeschlecht)
Die Herren von Schernberg waren ein Thüringer Uradelsgeschlecht mit Stammsitz auf
Burg Schernberg. Sie waren Truchsesse der Landgrafen von Thüringen.
Eine Verwandtschaft mit dem fränkischen Adelsgeschlecht Scherenberg, das ebenfalls das Einscherenwappen führte, ist nicht belegt.

## Geschichte
Die Familie wird mit Volkhold von Schernburg auf Kölleda und 1203 mit Truchsess Cunemund „de Scerinburg“ urkundlich erwähnt.
Der Raum Sondershausen-Schernberg-Ebeleben verfügt über einige Orte mit Hinweis auf die Schere (Scharburg, Schyrenberg, Scheerenberg) und andere mit Leitnamen einer vermuteten „Scherensippe“ (Gundersleben, Günthersberg, Dietenborn, Dieterrode, Willrode). Eine Reihe von thüringischen Adelsgeschlechtern führten eine Schafschere im Wappen, darunter die von Nordhausen. Das Einscherenwappen kommt auch in Franken vor (bei den Rittern von Scherenberg). Die ebenfalls thüringischen Marschalle führten, wie die fränkischen von Giech, zwei Scheren im Wappen. Zumindest teilweise könnte es sich dabei um eine frühe Gemeinschaft von Lokatoren handeln, die durch Rodungen Ansiedlungen gründeten und demselben Lehensherren zugehörten, teilweise vielleicht auch um eine Abstammungsgemeinschaft. Die ehemalige „Scharburg“ 400 Meter südöstlich von Schernberg könnte die erste dieser Burgen gewesen sein.
Nach Truchsess Cunemund erbte sein Sohn Bertho die Schernburg und die Burg Straußberg. Nach ihm kam Schernburg in Besitz seiner drei jüngeren Söhne, Heinrich, Dietrich und Bertho II. Da sie nicht mehr im landgräflichen Dienst standen, führten sie den Truchsessentitel nicht.
Die Familie war ein angesehenes Geschlecht der Region Nordhausen-Sondershausen. Alle erwarben die Bürgerschaft der Reichsstadt Nordhausen, wo sie außer ihren schernbergischen Lehngütern auch einige Hufen Landwirtschaft und Wälder besaßen. Einige kamen in das Ratskollegium und waren Ratsherren und Bürgermeister in Nordhausen sowie Stadtkämmerer in Mühlhausen. Ihre Wohlhabenheit erlaubte ihnen, auch beichlingische und gleichnische Lehnsgüter zu kaufen sowie Klöster und Pfarreien zu beschenken.
Ab der 3. Generation bildeten sich zwei Linien: Heinrich und Bertho. Ritter Heinrich I. war 1268–1293 Kämmerer der Stadt Mühlhausen. Sein Sohn, Ritter Heinrich II., erbte dessen Amt und war 1338–1344 auch Ratsherr in Nordhausen. Sein zweiter Sohn, Ritter Giseler, (urkundlich 1331–1357) war Advokat der Grafen v. Schwarzburg und Vogt auf Sondershausen. Diese Linie setzte sich bis in die 7. Generation fort. Die urkundlich erfassbare 6. Generation besteht aus vier Söhnen der Heinrich-Linie, von denen drei auch kaufmännisch tätig waren: Bertho IV., ab 1369 Bürgermeister in Nordhausen, sowie Dietrich IV. und Hans, Ratsherren in Nordhausen. Die zwei Letztgenannten wurden nach einer Rathausfehde mit dem Verlust ihres Adelsstandes aus Thüringen verbannt. In der 7. Generation sind nur Christian, Berthos Sohn (1460 Bürgermeister, † 1467) und Mechtild, Dietrichs IV. Tochter, Priorin des Klosters auf dem Frauenberg, bekannt. Die Lehnanteile ihres verbannten Vaters und Onkels wurden zu ihren Gunsten in „Weiberlehn“ verwandelt, die nach ihrem Tod Klostergüter geworden sind.
Ritter Bertho II. ist von 1269 bis 1311 beurkundet. Seine Gemahlin hieß Ottilie Kämmerer von Mühlhausen. In der 5. Generation dieser Linie waren zwei Priester, Heinrich IV., Vikar des Klosters Ilm (1362–1368), und Reinhard, Vikar des Stiftes Jechaburg († 1366). Der dritte Sohn, Ludwig, war Ratsherr in Nordhausen (1365). Dessen einziger Sohn, der letzte der Bertho-Linie, hieß Volker (1367 Zeuge). Die in den Urkunden nicht genannte Schwester von Ludwig hatte eine Tochter, die Klosterschwester Christine, die mit ihrem Onkel Heinrich IV. 1364 Zinsen kaufte, die nach ihrem Sterben dem Kloster Ilm ausbezahlt wurden.
Nach dem Aussterben des Geschlechtes v. Schernberg wurde vom Landgrafen am 8. August 1467 Graf Heinrich v. Schwarzburg mit den ehemaligen Scherensippen-Alloden: Schernberg, Winkelte, Himmelsberg, Gundersleben, Rockstädt, Thalebra, Hohenebra usw. belehnt. Diese Lehngüter wurden größtenteils von der Familie v. Tettenborn, eine Linie der anglischen „Wolfshacken-Sippe“, sowie von den Familien v. Werthern und Hopfgarten als Afterlehn empfangen.
Über das weitere Schicksal der verbannten Brüder Dietrich und Hans existieren keine Nachrichten, aber eine interessante Theorie: Etwa 40 km westlich von Nordhausen befindet sich in Niedersachsen auch ein Ort Scheerenberg, und nach weiteren 20 km die Stadt Seesen. Seesen war die Heimat des Patriziergeschlechts Schernberg, dessen Mitglieder nach ihrer Familiensaga Nachkommen der verbannten Brüder Dietrich und Hans v. Schernberg sein sollen. Eine Familie Scherenberg in Österreich und eine in Deutschland wurde am Anfang des 20. Jahrhunderts geadelt.

## Persönlichkeiten
Im Ritterstand befanden sich urkundlich nur die ersten vier Generationen.
Dietrich III. v. Schernberg, ein an der Erfurter Universität promovierter Theologe, war Kanoniker der Kirche zum Heiligen Brunn und 1373 Prokurator der St. Severi-Kirche in Erfurt. Er war auch literarisch tätig. Seine Erzählung von „Frau Jutte die Päpstin“ umfasst 1724 Verse.

## Wappen
Außer dem „Einscheresiegel“ verwendeten die Mitglieder der „Heinrich-Linie“ noch zwei: Heinrich I. und seine Söhne das Siegel der Kämmerer von Mühlhausen (geschachter Querbalken), und die 6. Generation das Ziegenbockwappen der Familie von der Sachsa und von Gräfendorff. Der Ziegenbock war das Zweitsiegel auch ihrer Stammesverwandten, der Herren von Nordhausen und von Cullenstedt, deren Güter sich in dem schernbergischen Territorium und dessen Umgebung befanden.